# Dietzen (Gemeinde Halbenrain)
Dietzen ist ein Dorf und zugleich eine Katastralgemeinde der Marktgemeinde Halbenrain im politischen Bezirk Südoststeiermark im Bundesland Steiermark in Österreich. Das Dorf ist rund einen Kilometer südwestlich vom Hauptort gelegen. Die Ortschaft hat 176 Einwohner (Stand 1. Jänner 2025).
Der Ort ist durch Landwirtschaft und Fremdenverkehr gekennzeichnet, es gibt Buschenschenken.

## Geschichte
Das früheste Schriftzeugnis ist von 1403 und lautet „Dieczen“. Der Name geht auf den althochdeutschen Personennamen Diezo/Dietzi zurück.
Am 1. Jänner 1965 wurde die damals eigenständige Gemeinde Dietzen mit Donnersdorf, Dornau, Drauchen, Halbenrain, einem Teil von Hürth und Oberpurkla zur Gemeinde Halbenrain vereinigt.